# Polesia
Polesia (tiếng Belarus: Пале́ссе Paleśsie, tiếng Ba Lan: Polesie, tiếng Nga: Поле́сье Poles'e, tiếng Ukraina: Полі́сся Polissia) là một khu vực tự nhiên và lịch sử ở Đông Âu. Là một khu vực rừng rộng lớn bậc nhất châu Âu, Polesia nằm ở phía Tây Nam của Vùng Đất Thấp Đông Âu, chủ yếu nằm trong lãnh thổ Belarus và Ukraina, ngoài ra có một phần nhỏ nằm trong lãnh thổ Ba Lan và Nga. Các khu vực đầm lầy của Polesia được gọi là cụm đầm Pinsk (theo tên của thành phố chính trong vùng là thành phố Pinsk). Phần lớn khu vực này bị ô nhiễm sau thảm họa Chernobyl và bao gồm cả Vùng cấm Chernobyl.

## Tên gọi
Tên gọi Latinh Polesia bắt nguồn từ gốc "les" nghĩa là "rừng" và tiền tố "po" nghĩa là "trên" hoặc "trong".. Cư dân vùng được gọi là "Poleszuk" trong tiếng Ba Lan,"Palyashuk" trong tiếng Belarus,"Polishchuk" trong tiếng Ukraina và "Poleshchuk" trong tiếng Nga

Bức họa Phong cảnh Polesye của Ivan Shishkin (1884)

## Địa lý
Polesia là khu vực đầm lầy dọc theo sông Pripyat ở miền nam Belarus (Brest, Pinsk, Kalinkavichy, Homel), bắc Ukraina (trong các tỉnh Volyn, Rivne, Zhytomyr, Kiev, và Chernihiv), một phần trong lãnh thổ Ba Lan (Lublin) và Nga (Bryansk). Đây là một đồng bằng trong lưu vực sông Nam Bug và Pripyat. Hai con sông này được nối liền bởi kênh đào Dnieper Bug, được xây dựng dưới triều đại vua Stanislaus II của Ba Lan, vị vua cuối cùng của Liên bang Ba Lan và Lietuva.
Các nhánh lớn của Sông Pripyat là các sông Horyn, Stokhod, Styr, Ptsich, và Yaselda.Thành phố lớn nhất trong vùng đồng bằng Pripyat là Pinsk, Stolin, Davyd-Haradok. Các đầm lầy khổng lồ được khai hoang từ những năm 1960 cho đến những năm 1980 để sản xuất nông nghiệp. Quá trình khai hoang đã làm tổn hại đến môi trường sông Pripyat.
Khu vực này bị ảnh hưởng nặng nề từ thảm họa Chernobyl. Các vùng đất rộng lớn bị ô nhiễm phóng xạ. Một phần của khu vực bao gồm Vùng cấm Chernobyl và các khu vực khác không thích hợp cho sự sống.
Polesia hiếm khi là một đơn vị hành chính riêng biệt. Tuy nhiên, Polesia từng là một tỉnh của Đệ nhị Cộng hòa Ba Lan (tỉnh Polosie), và cũng từng là tỉnh Polesia thuộc Cộng hòa Xã hội chủ nghĩa Xô viết Belarus.